# Vasai
Vasai  historiquement connue sous le nom de Bassein ou Baçaim, est un lieu historique et une ville importante dans la banlieue ouest de Mumbai . Il fait également partie de la ville de Vasai-Virar dans l'État du Maharashtra dans la division de Konkan en Inde . Vasai était dans le district de Thane avant 2014. 
Les Portugais ont construit le fort de Bassein ici pour renforcer leur supériorité navale sur la mer d'Oman . Le fort a été repris par l' armée de Maratha en 1739, mettant fin à la bataille de Baçaim.
Les Britanniques ont ensuite repris le territoire de l' empire Maratha en 1780 pendant la première guerre anglo-maratha.

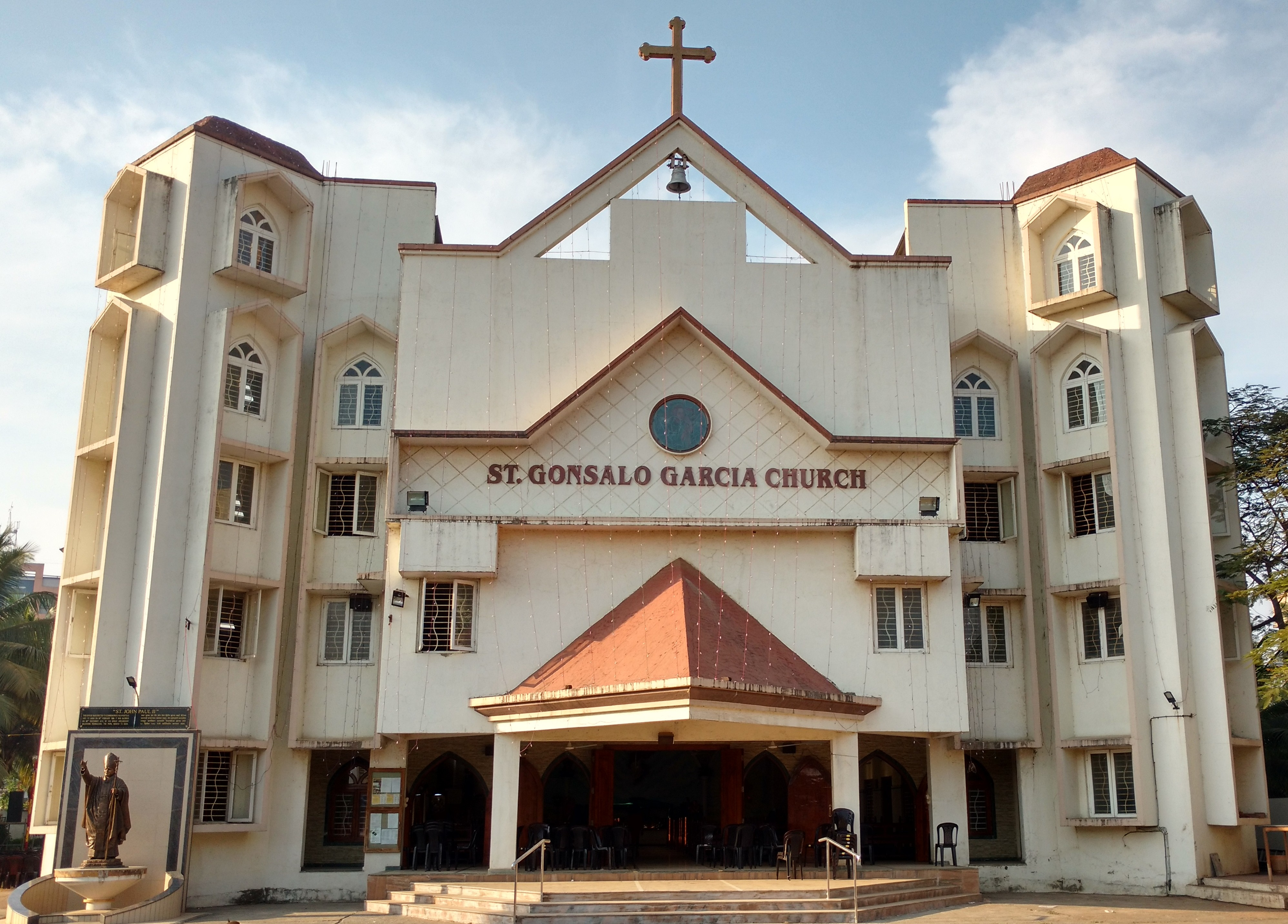
Église Saint Gonsalo Garcia
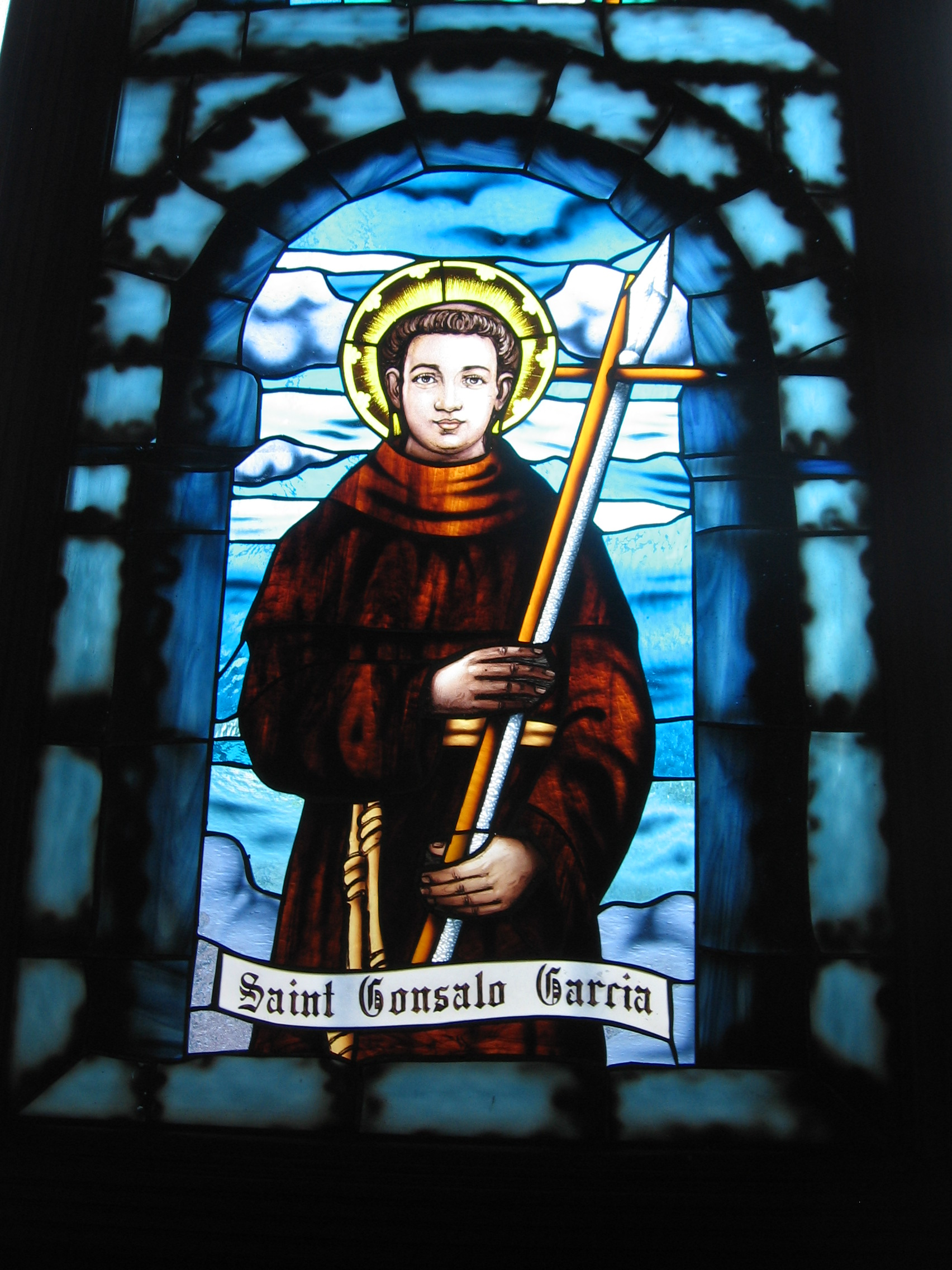
St. Gonsalo (1er saint né en Inde)
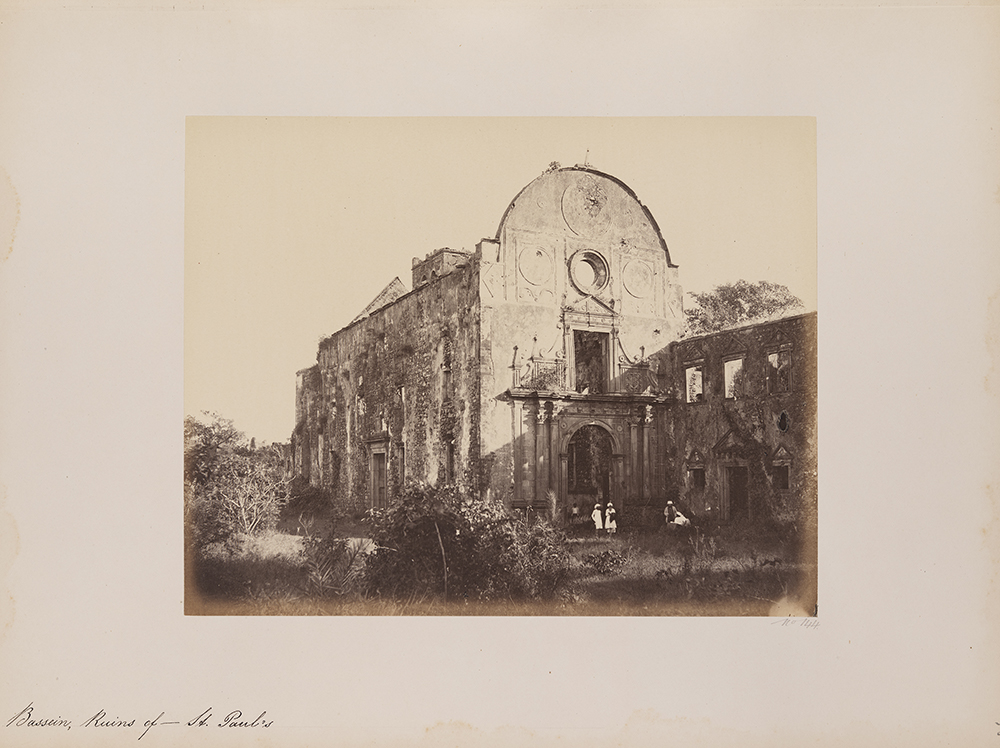
Ruines de Saint-Paul (vers 1855-1862)
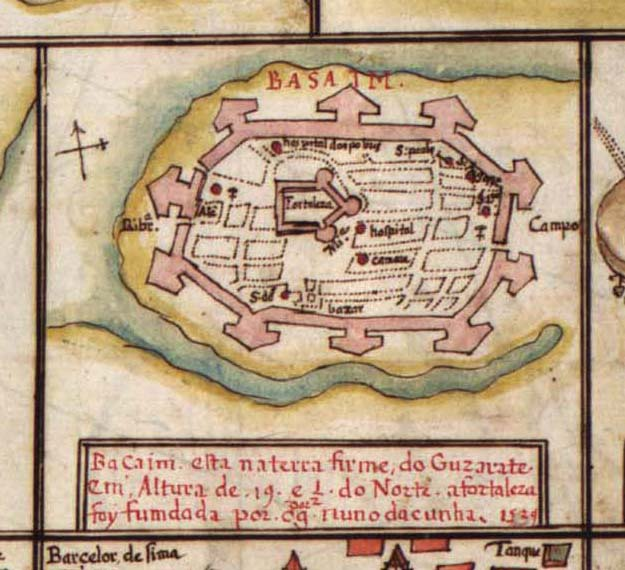
Carte de Bassein (vers 1539)